# Dragan Perišić
Dragan Perišić (in serbo Драган Пepишић?; Belgrado, 27 ottobre 1979) è un allenatore di calcio ed ex calciatore serbo, di ruolo difensore.

## Carriera

### Giocatore
Ha giocato nella massima serie dei campionati ceco, rumeno, ucraino, azero e maltese.